# Мулен (Эна)
Муле́н (фр. Moulins) — коммуна во Франции, находится в регионе Пикардия. Департамент коммуны — Эна. Входит в состав кантона Гиньикур. Округ коммуны — Лан.
Код INSEE коммуны — 02530.

## Население
Население коммуны на 2010 год составляло 99 человек.
| 1962 | 1968 | 1975 | 1982 | 1990 | 1999 | 2010 |
| ---- | ---- | ---- | ---- | ---- | ---- | ---- |
| 123  | 111  | 107  | 89   | 86   | 81   | 99   |

## Экономика
В 2010 году среди 56 человек трудоспособного возраста (15—64 лет) 41 были экономически активными, 15 — неактивными (показатель активности — 73,2 %, в 1999 году было 63,8 %). Из 41 активных жителей работали 37 человек (19 мужчин и 18 женщин), безработных было 4 (2 мужчин и 2 женщины). Среди 15 неактивных 3 человека были учениками или студентами, 4 — пенсионерами, 8 были неактивными по другим причинам.